# St. Wolfgang (Pipping)

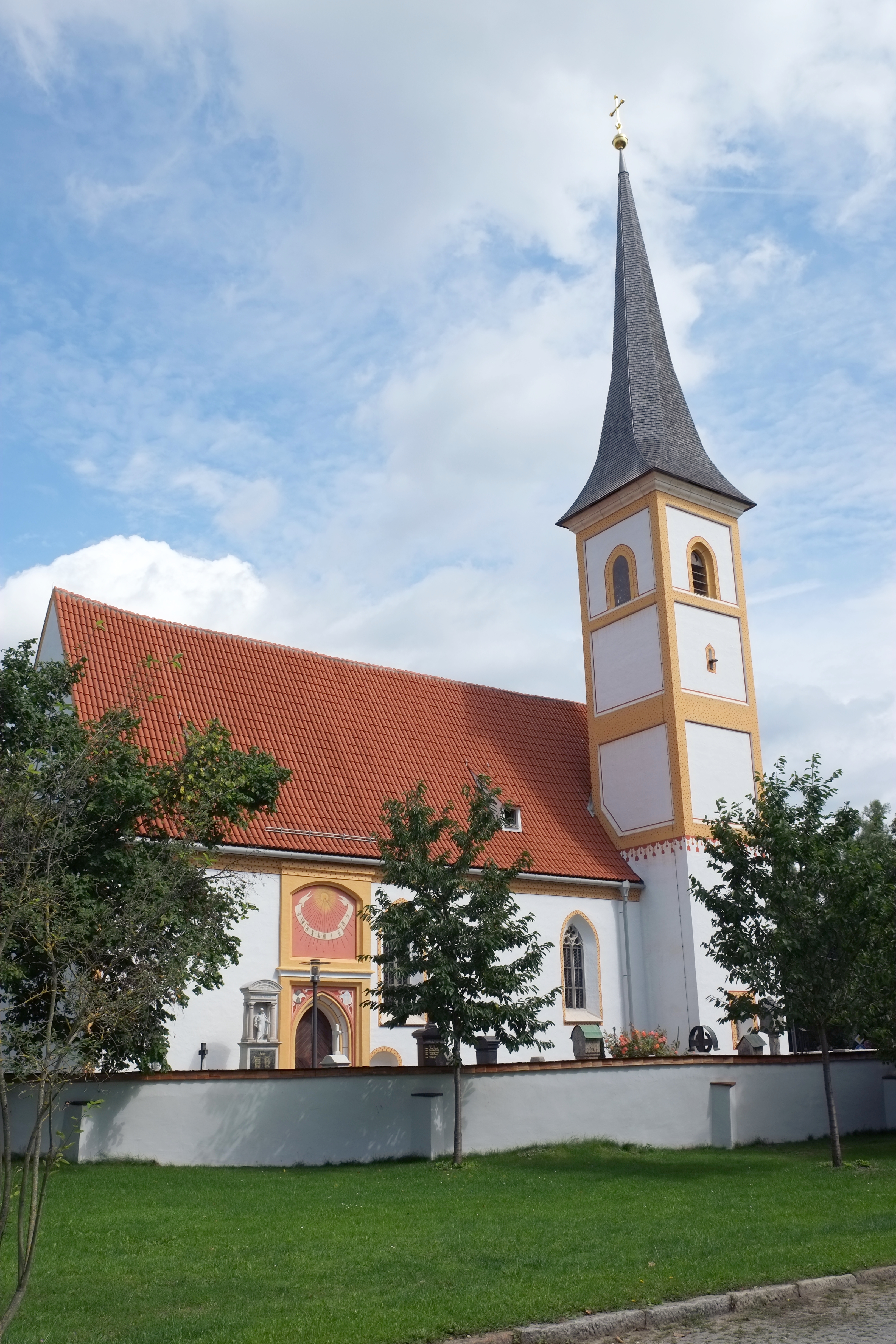
St. Wolfgang

Die katholische Filialkirche St. Wolfgang in Pipping ist die letzte vollständige erhaltene gotische Dorfkirche Münchens. Die unter Denkmalschutz stehende (Nr. D-1-62-000-5356) Kirche gilt als erlesenes Beispiel für die mittelalterlich dörfliche Sakralarchitektur Oberbayerns.

## Lage
St. Wolfgang (Pippinger Straße 49a) befindet sich im Zentrum des alten Dorfkerns Pippings, umgeben vom Friedhof Pipping.

Eingang zur Kirche

## Geschichte

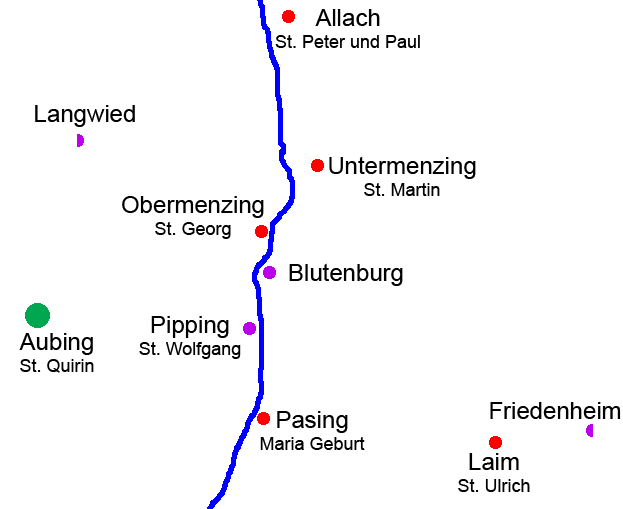
Die Aubinger Pfarrei vom Mittelalter bis ins 19. Jahrhundert. In der Konradinischen Matrikel von 1315 erwähnte Filialen in rot, später erwähnte in violett, die Würm in blau. Langwied und Friedenheim gehörten teilweise zur Pfarrei. Von St. Quirin bis St. Ulrich (Laim) sind es gut 6,5 km Luftlinie.

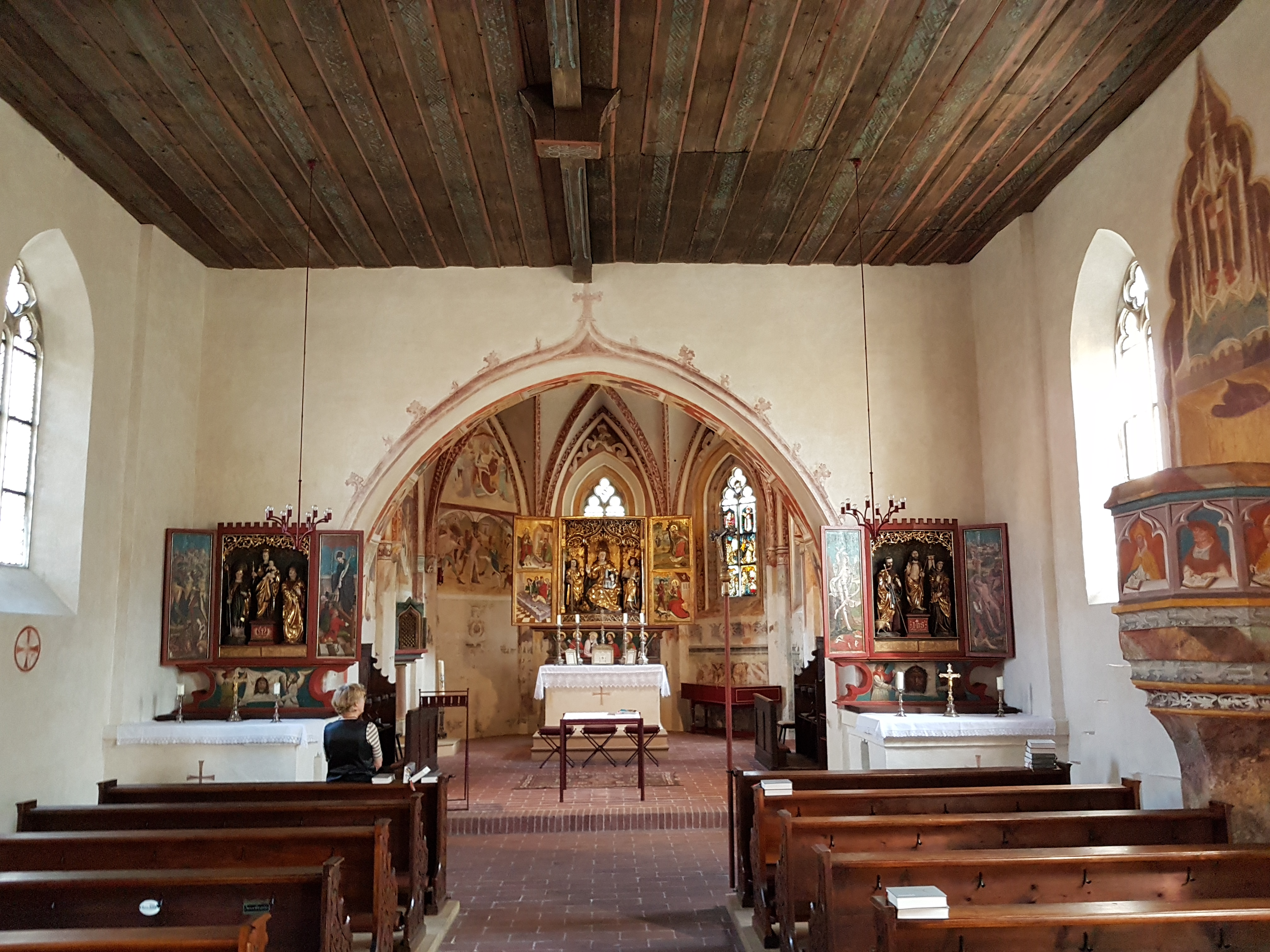
Das Kircheninnere

Ausgrabungen aus dem Jahre 1977 belegen einen Vorgängerbau, der im 14. Jahrhundert entstand. Herzog Sigismund entschloss sich zum Neubau der Kirche. Als Baumeister wird Jörg von Halspach vermutet. Nach einer Gedenktafel aus dem Jahre 1848 an der Kirche war am 5. Mai 1478 Grundsteinlegung, am 13. August 1480, dem Sonntag vor Mariä Aufnahme in den Himmel wurde die Kirche geweiht. Diese Angaben sind bisher nicht urkundlich bestätigt. Als Bauzeitraum für Kirche und Ausstattung wird jedoch 1480 bis 1485 vermutet.
Natürlich wurde die Kirche im Laufe der Barockzeit verändert, so wurden zum Beispiel die Seitenaltäre einst barockisiert. Im 19. und 20. Jahrhundert wurde die Kirche aber wieder in den gemutmaßten gotischen Zustand zurück entwickelt. Wandmalereien wurden wieder freigelegt, die Altäre regotisiert, das Sakramentshaus ergänzt. 1701 wurde die Dorfkirche als Point de vue des Schlossparkes Nymphenburg in dessen Gesamtplanung einbezogen. Einen Umbau im Sinne des Barocks hatte diese Entscheidung nur insofern zur Folge, als die heute "gotisch" anmutende Farbigkeit der Fassade erst ist dieser Zeit entstand. Nachdem 1794 ein Blitz in den Turm eingeschlagen war, wurde der Spitzhelm ergänzt.

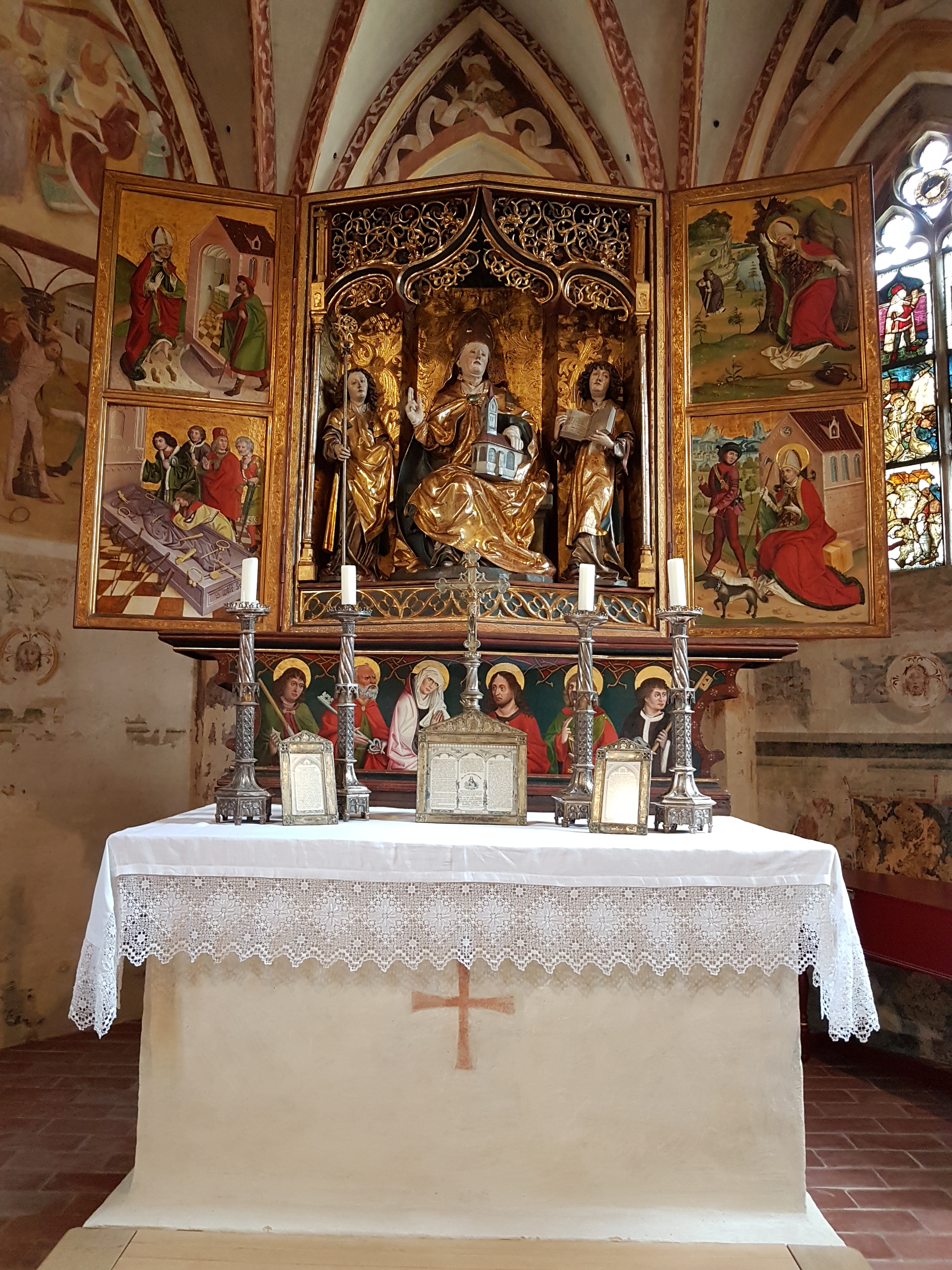
Der Hochaltar

1924 wurde die neue Stadtpfarrkirche Leiden Christi München-Obermenzing eingeweiht; St. Wolfgang wurde zu diesem Zeitpunkt Filiale von Leiden Christi. Den Zweiten Weltkrieg überstand St. Wolfgang ohne Schaden. In den Jahren 1976 bis 1982 wurde der Innenraum des höfisch anmutenden Gotteshauses renoviert. Im Jahr 2005 wurde die Friesbemalung in der Apsis saniert und die Fenstergewände neu bemalt.
Im Juli 2008 wurden bei einer Begutachtung des Dachstuhls schwere Schäden entdeckt, welche zur Schließung der Kirche wegen Einsturzgefahr führten. Der drohende Einsturz konnte kurzfristig durch eine Abstützung des Deckengewölbes abgewendet werden. Es handelte sich bei den Bauschäden wohl um Spätfolgen des Blitzschlages von 1794.

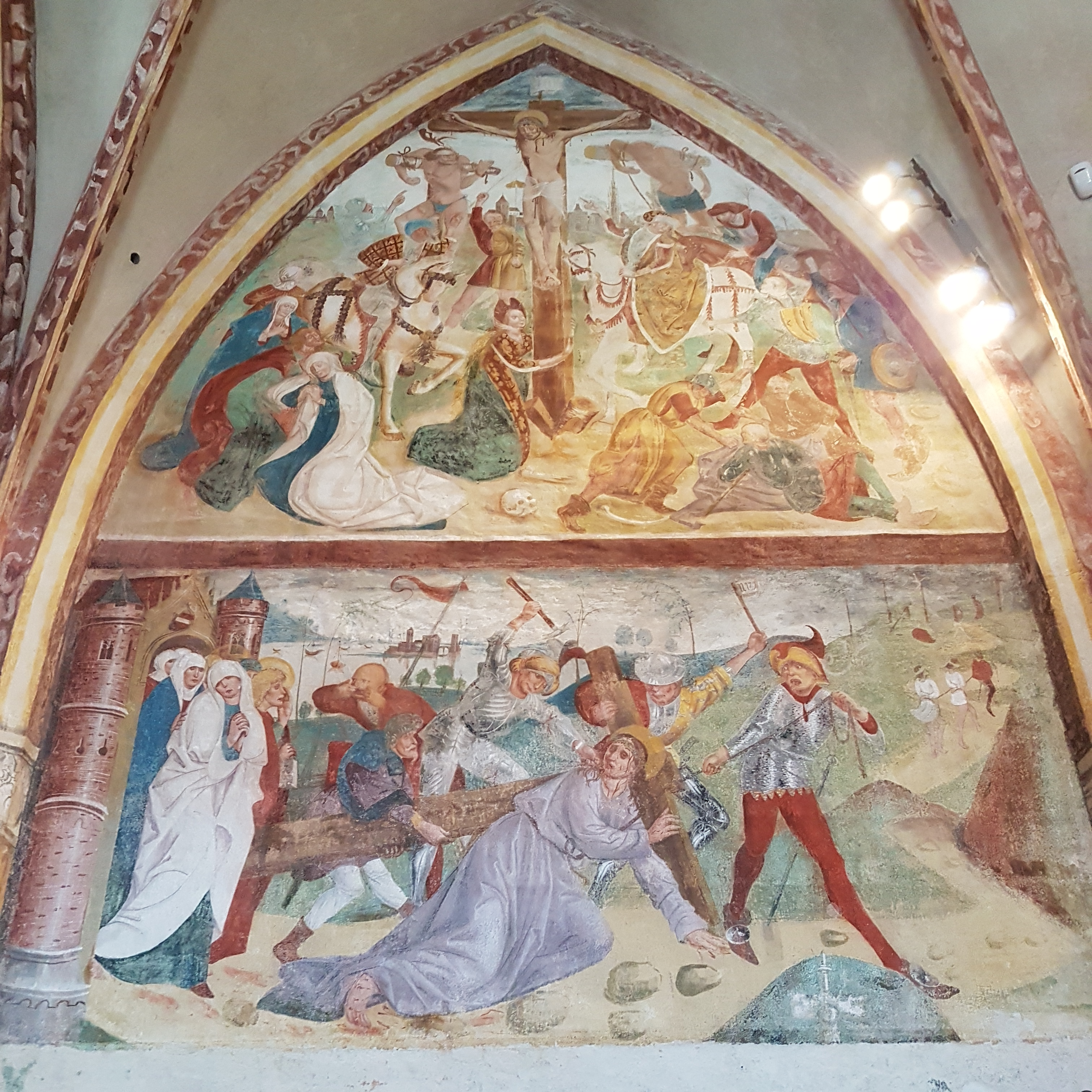
Fresko an der rechten Chorwand

Bis Oktober 2011 wurden knapp 200.000 Euro an Spenden gesammelt, um die Kirche zu restaurieren. Am 30. Oktober 2011 fand die feierliche Wiedereröffnung statt. Inzwischen wird die Kirche wieder regelmäßig genutzt. Sie vermittelt wieder einen einheitlichen Eindruck, der der Entstehungszeit entspricht.

## Bedeutende Werke
- Dreiteiliger Hochaltarschrein mit St. Wolfgang und Landschaften des Salzkammerguts, spätgotisch, wahrscheinlich von einem Schüler Jan Polacks, von 1480[4]
- Marienaltar und Leonhardaltar, spätgotisch, wahrscheinlich von einem Schüler Jan Polacks. Auf der Predella des rechten Nebenaltars Vera Ikon.
- Kanzel, spätgotisch, aus Stein
- Wandmalereien von Jan Polack, 1479
- Fassadenmalerei mit heraldischen Motiven des Hauses Wittelsbach, spätgotisch
- Statuen einer Kreuzigungsgruppe von Erasmus Grasser, 1485/90, inzwischen im Bayerischen Nationalmuseum[4] gefertigt.
- Zwei Glocken, gegossen von Ulrich von Rosen aus dem Jahr 1485 im Halbtonschritt a1 - b1. Läuten per Seilzug.

## Orgel

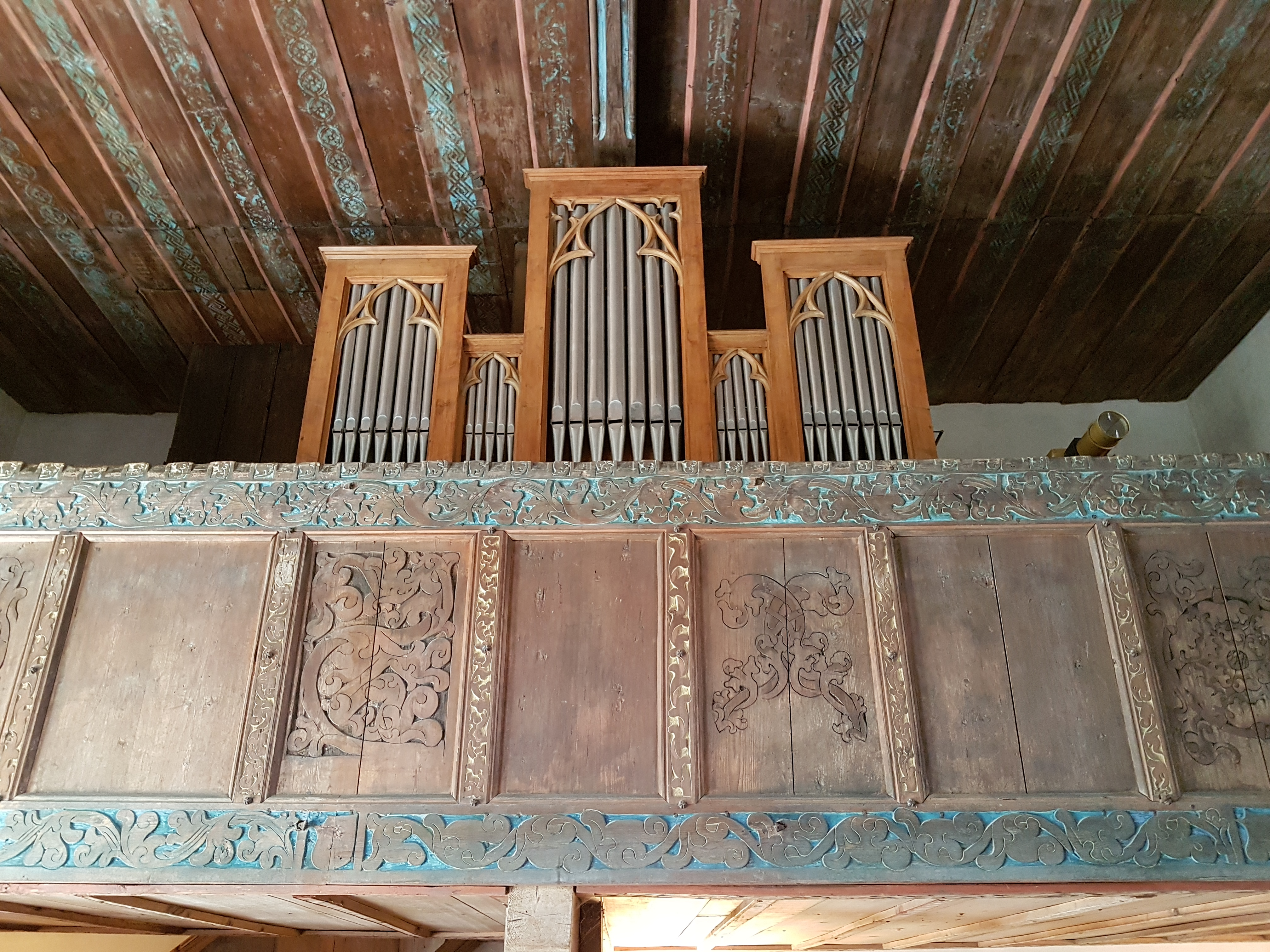
Orgel

Die Orgel befand sich vorher in St. Martin in Untermenzing und wurde 1872 durch Georg Beer hierher transferiert und in einem unbekannten Umfang erneuert. Daher findet sich auch älterere Substanz. Das rein mechanische Schleifladen-Instrument mit acht Registern auf einem Manual und Pedal wurde 1982 von Dieter Schingnitz restauriert. Die Disposition lautet:
| Manual        |       |
| Principal     | 8′    |
| Gedeckt       | 8′    |
| Gambe         | 8′    |
| Salicional    | 8′    |
| Octav         | 4′    |
| Flöte         | 4′    |
| Mixtur IV–III | 2 ⁄3′ |

| Pedal  |     |
| Subbaß | 16′ |

- Koppeln: Man/Ped